# Strumentazione di controllo

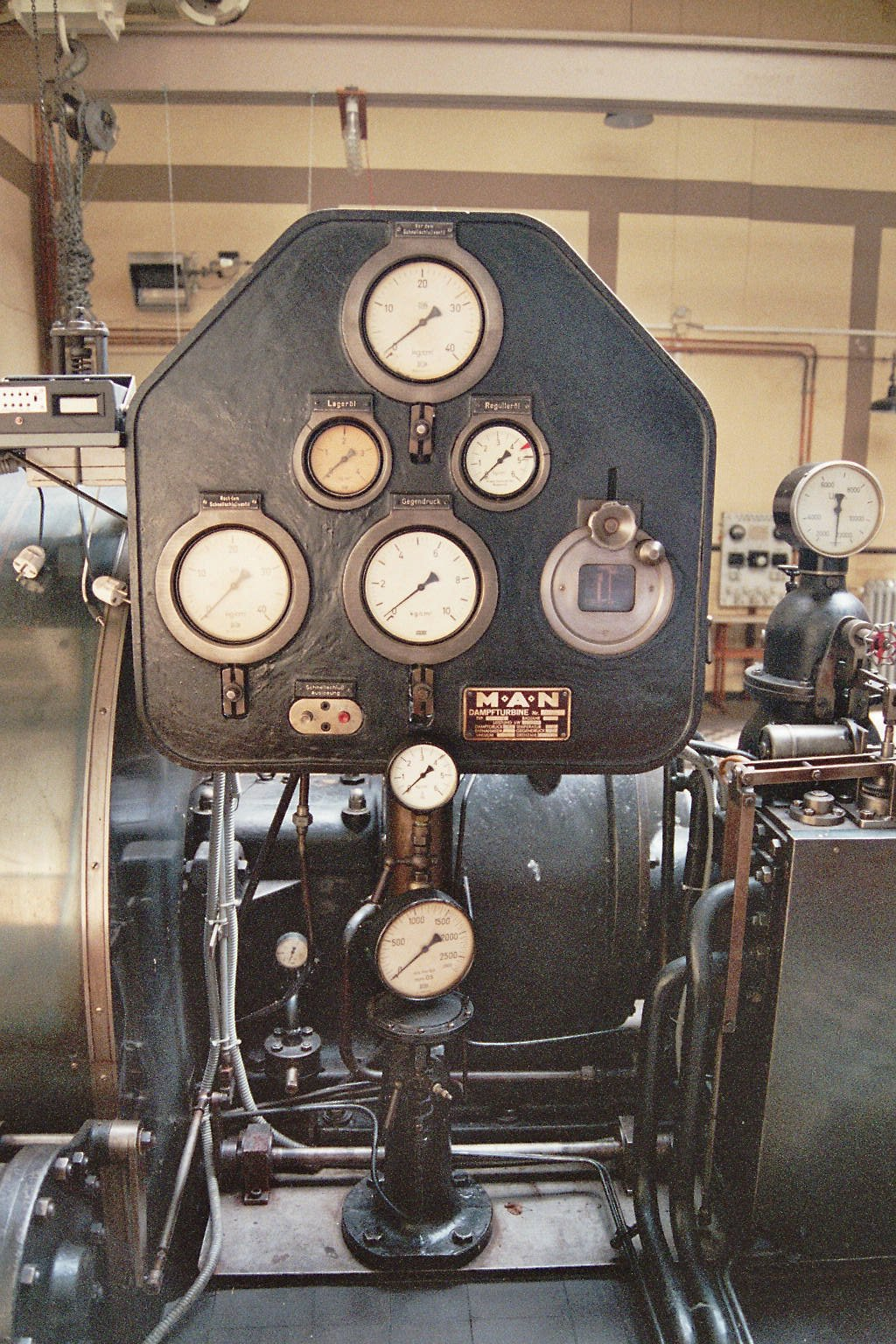
Strumentazione di controllo di una turbina a vapore.

La strumentazione di controllo (o strumentazione di processo) in un complesso industriale può essere definita come l'insieme degli strumenti di misurazione, regolazione, e controllo del processo industriale stesso, che formano, nel loro insieme una o più catene di regolazione (dette anche "loop di regolazione").
Il termine "controllo", riferito ai controlli automatici dei processi è utilizzato nell'ingegneria per fare riferimento ad un insieme di tecniche e tecnologie utili all'automatizzazione degli impianti industriali.
I processi degli impianti chimici e petrolchimici richiedono infatti la regolazione dei valori di parametri fisici e/o chimici per poter mantenere in corretta efficienza gli impianti stessi, e produrre ciò che è stato progettato. I parametri maggiormente interessati sono ad esempio pressione, temperatura, portata, livello, ma anche altri come pH e peso.
La strumentazione di processo può essere pneumatica (in disuso) o elettronica (analogica o digitale), a seconda della natura del segnale (pneumatico o elettronico) impiegato per mettere in comunicazione gli strumenti.

## Catena di regolazione
La catena di regolazione è formata da diversi componenti, ciascuno con la propria funzione specifica:
- Trasmettitori del valore del parametro da tenere sotto controllo
- Controllore
- Organo finale di regolazione (ad esempio valvola di regolazione con attuatore)

Altri componenti ausiliari possono essere:
- Trasduttori di segnale
- Generazione e trattamento aria compressa
  - Motore pneumatico (o compressore)
  - Tubazioni
  - Raccordi
  - Filtri
  - Lubrificatori
  - Riduttore di pressione

### Trasmettitore

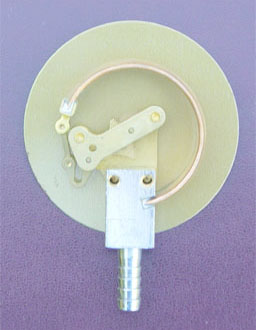
Manometro Bourdon

Il trasmettitore è uno strumento installato sull'impianto (in campo). Ha un sensore che è in contatto fisico col processo e del quale misura il valore istantaneo della grandezza interessata. Ad esempio può essere una termocoppia per la misura della temperatura, oppure una molla Bourdon per la misura della pressione.
I parametri che è necessario misurare possono essere molteplici secondo le necessità di processo. I più comuni sono i trasmettitori di temperatura, pressione, portata, livello ecc. Il segnale misurato da questo sensore viene trasdotto in modo proporzionale, all'interno del trasmettitore, in un altro segnale standardizzato che viene trasmesso alla sala controllo verso il proprio strumento regolatore.
Se è un trasmettitore pneumatico invierà attraverso un tubicino di rame una pressione di aria compresa nel campo fra 3 e 15 psi.
Se è un trasmettitore elettrico trasmetterà una corrente elettrica continua compresa tra 4 e 20 mA, ecc. I trasmettitori hanno un proprio campo di misura, ed il valore del segnale trasmesso è proporzionale al valore misurato.

### Strumenti regolatori

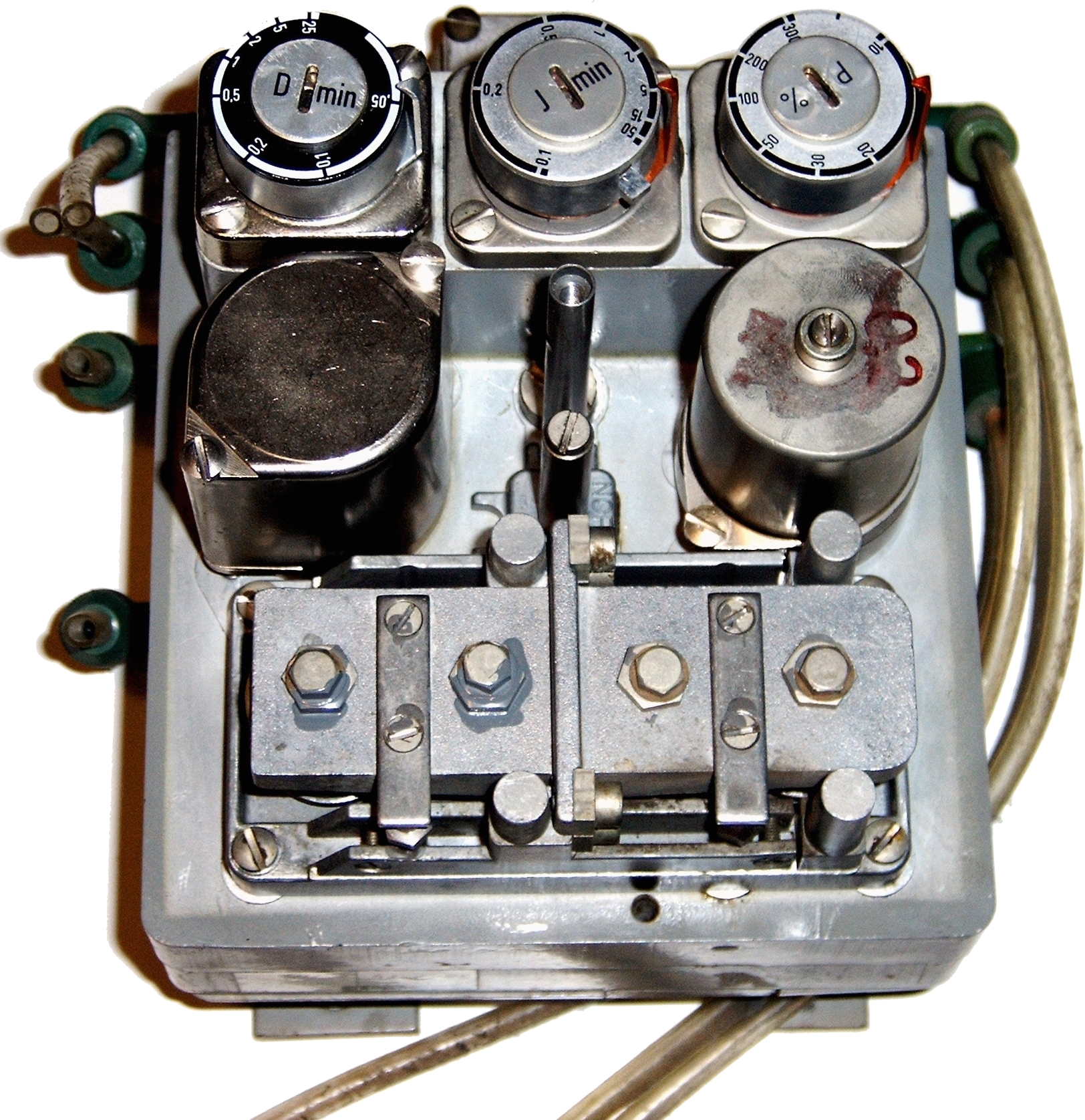
Regolatore pneumatico PID.

Gli strumenti regolatori sono in generale installati in una sala controllo centralizzata, su appositi pannelli che li raggruppano assieme ad altri componenti di verifica e controllo dell'impianto.

Il regolatore riceve il segnale dal proprio trasmettitore (che da ora in poi chiameremo semplicemente "misura"), ne confronta il valore istantaneo con un valore prefissato (set point) che la grandezza misurata deve assumere, ed invia in campo un segnale ad un attuatore o organo finale di regolazione.

### Organo finale di regolazione
Un tipico organo finale di regolazione è costituito dalla valvola di regolazione a comando pneumatico, la cui apertura influenza la portata di una corrente fluida, e indirettamente il valore della grandezza misurata.
In questa maniera il valore della grandezza misurata viene costretto ad avvicinarsi a quello fissato dal controllore (set point).

#### Descrizione di una valvola di regolazione

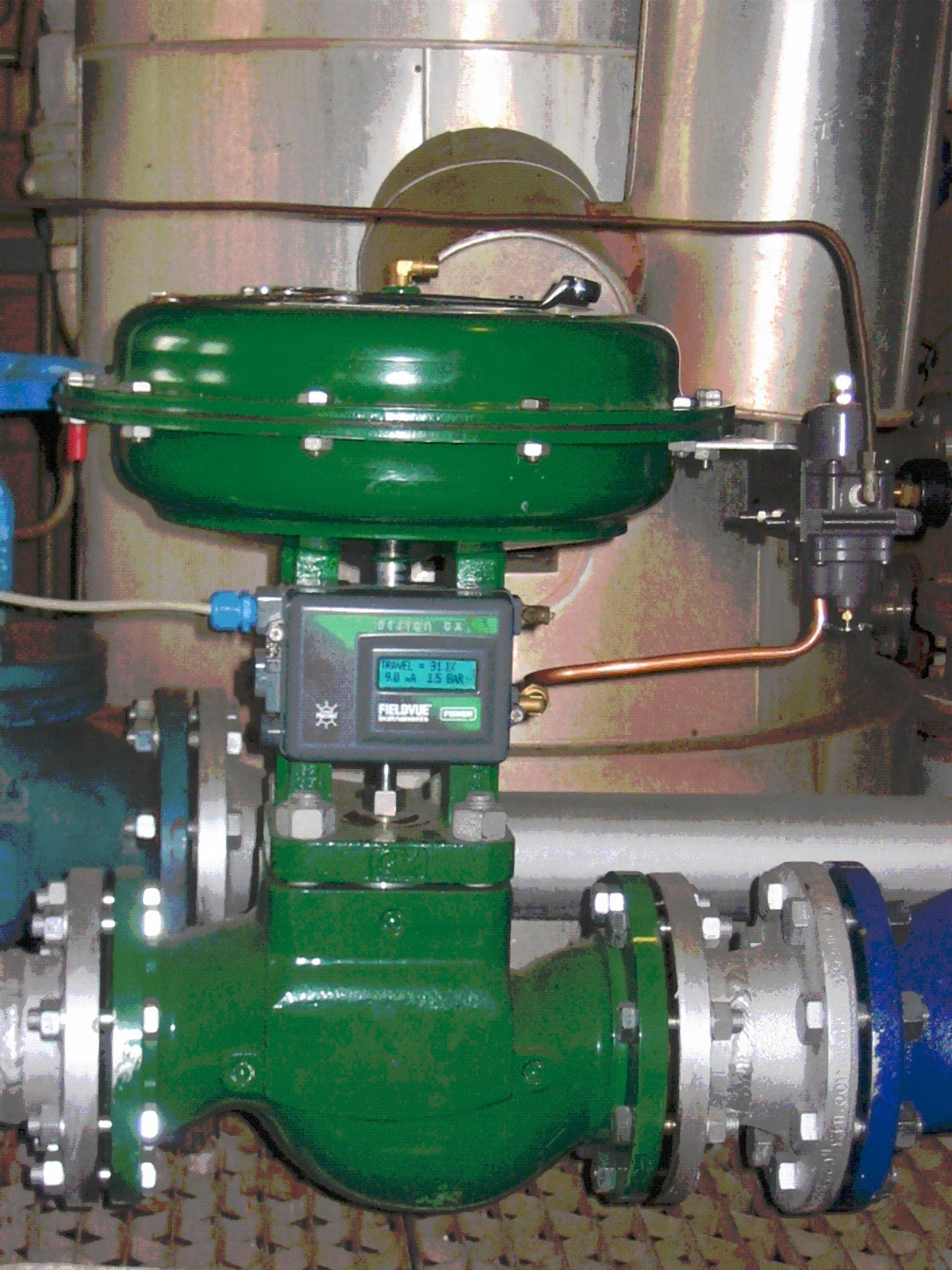
Valvola di controllo pneumatica, con posizionatore integrato.

La valvola di regolazione ha un corpo inserito nel fluido di processo. All'interno del corpo c'è un otturatore che compie un movimento relativo ad una sede. Lo spostamento dell'otturatore varia l'area di passaggio del fluido e quindi la sua portata.
Lo stelo è collegato meccanicamente all'esterno, e con tenuta stagna, al servomotore, associato ad una membrana di gomma sulla quale è applicata la pressione di comando. La membrana è contrastata da una molla che dà il rapporto di proporzionalità tra valore di segnale di comando e posizione dello stelo.
Le valvole possono essere normalmente aperte (NO) e normalmente chiuse (NC). La parola "normalmente" indica senza aria di comando sulla membrana. Così quelle NO chiudono quando ricevono aria di comando sulla membrana; quella NC aprono quando ricevono l'aria di comando sulla membrana.
Così ad esempio, per una valvola con azione aria-chiude si avrà la posizione di apertura per pressione di comando di 3 psi; si avrà valvola tutta chiusa per pressione di 15 psi. Per valori intermedi si avranno posizioni intermedie proporzionali (ad esempio 9 psi daranno una corsa al 50%).
Molte volte la pressione di comando non viene inviata direttamente al servomotore pneumatico, per evitare ritardi nell'azionamento. Viene usato invece un dispositivo pneumatico chiamato posizionatore montato sulla valvola. Il segnale di comando entra nel posizionatore, e da questi esce l'aria per comandare la valvola. Il posizionatore è collegato meccanicamente allo stelo per misurarne la posizione ed obbligarlo ad assumere il valore fissato dal segnale di comando.
Le valvole di regolazione sono generalmente a due vie (un ingresso ed una uscita). Esistono però altri modelli come quelle a tre vie (due ingressi ed una uscita). Queste sono usate per miscelare in modo continuo due fluidi, come ad esempio funzionano i miscelatori dei lavandini nei bagni domestici.

### Regolazione in cascata
In alcune tipologie di processo nei quali il controllo risulterebbe difficile e poco stabile viene usata la "regolazione in cascata". Il loop di controllo è in questo caso formato da cinque componenti invece dei classici tre. Lo scopo finale è sempre quello di tenere costante e sotto controllo un importante parametro di processo, agendo però sul valore di un secondo parametro capace di influenzare il primo.
Il primo parametro viene misurato da un trasmettitore, che invia il suo segnale al primo regolatore. L'uscita da questi va a pilotare il set point di un secondo regolatore, la cui uscita comanda l'organo finale di regolazione. Un secondo trasmettitore che misura il secondo parametro del processo rappresenta il segnale di misura del secondo regolatore. Pertanto il primo regolatore non agisce direttamente sull'organo finale di regolazione, ma va a comandare il valore che deve assumere il secondo parametro.
Mentre il primo regolatore è dedicato a mantenere costante il valore del primo parametro, il secondo regolatore è dedicato a mantenere coincidenti il valore di set point (ricevuto dall'uscita del primo regolatore), col valore della propria variabile misurata dal secondo trasmettitore.
La regolazione in cascata risulta particolarmente efficace perché il secondo regolatore si occupa di tenere sotto controllo i disturbi e le variazioni che il primo regolatore, dato il tipo di processo, non avrebbe la capacità di gestire efficacemente.

### Caratteristiche dei segnali pneumatici
Il segnale che intercorre tra i componenti di una strumentazione pneumatica è costituito da una pressione di aria compresa fra 3 e 15 psi.
I segnali di pressione vengono trasmessi attraverso tubicini di rame avente diametro esterno di 6 mm, e diametro interno di 4 mm, giuntati con raccordi a compressione a tenuta stagna.
Gli strumenti pneumatici, per erogare questa pressione, vengono alimentati da aria alla pressione di 20 psi (circa 1,4 kg/cm²) tramite un riduttore di pressione individuale connesso alla rete generale di stabilimento di aria compressa.

### Gruppo generazione e trattamento aria compressa
Lo stabilimento ha una rete interna di aria compressa che alimenta tutta la strumentazione pneumatica. L'aria viene aspirata dall'atmosfera e compressa in un apposito serbatoio dopo essere stata filtrata e deumidificata.
Dal serbatoio si diramano quindi le tubazioni per alimentare tutte le utenze. La pressione di tale rete è piuttosto alta e può variare, secondo gli impianti, da 4 a 16 bar. Le varie apparecchiature pneumatiche hanno bisogno di una pressione inferiore e costante, e a tale scopo vengono utilizzati riduttori di pressione di gruppo o individuali.
A questo punto l'aria è alla pressione che vogliamo, essiccata e filtrata. Alcune utenze possono richiedere anche l'inserimento di un lubrificatore, necessario per l'azionamento di organi mobili come pistoni pneumatici.

## Strumentazione elettronica analogica

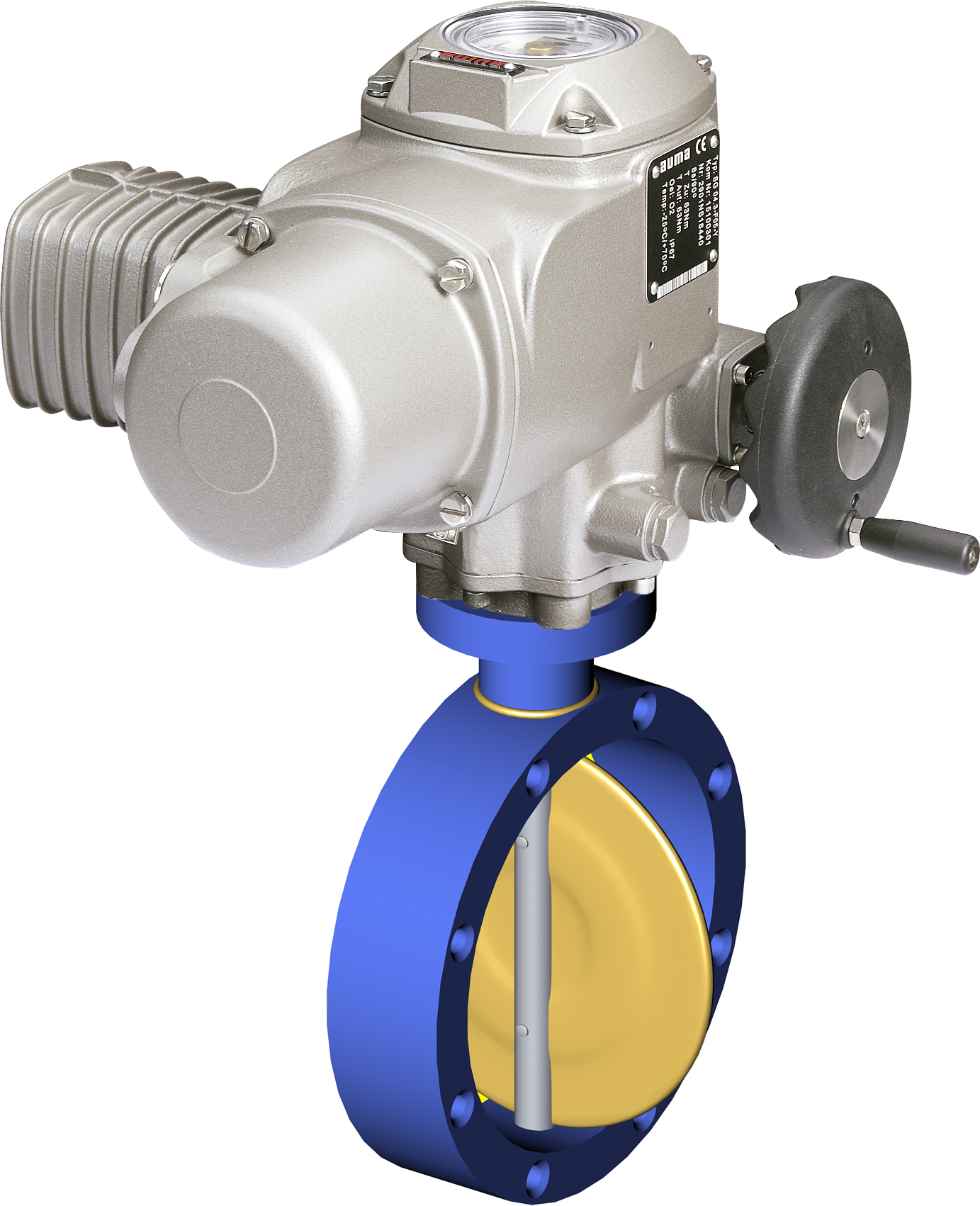
Valvola a farfalla con attuatore

La strumentazione di processo invia e riceve segnali elettrici o digitali con valore proporzionale al valore della grandezza di misura o di comando.
Un tipico segnale elettrico standard analogico è in corrente continua compresa tra 4 e 20 mA. Si parla in questo caso di zero vivo, nel senso che un segnale di 0 mA è indice di un malfunzionamento delle apparecchiature.
Così per esempio un trasmettitore di pressione avente un campo di misura da 0 a 20 bar invierà una corrente di 4 mA quando la pressione misurata è zero, invierà una corrente in uscita di 20 mA per pressione misurata di 20 bar e invierà valori intermedi di corrente direttamente proporzionali al valore misurato (in questo esempio invierà una corrente di 12 mA quando la pressione misurata è 10 bar (50% del suo campo di misura, corrisponde ad una corrente in uscita di (20-4)/2+4 = 12 mA). Naturalmente in questi casi anche i regolatori saranno compatibili con tale segnale da 4 a 20 mA sia in ingresso che in uscita verso il campo.
La strumentazione elettronica si può usare negli impianti chimici e petrolchimici quando essa è costruita con la tecnologia della sicurezza intrinseca. L'energia di una possibile scintilla non è capace di innescare l'accensione di miscele esplosive. Negli anni passati, quando non esisteva ancora tale tecnologia, era stata sviluppata efficacemente la strumentazione pneumatica. Pur non essendo estremamente precisa, aveva l'indubbio vantaggio di poter operare in tutta sicurezza negli impianti chimici e petrolchimici, dove il rischio di incendi ed esplosioni a causa di scintille elettriche è sempre presente.
Oggigiorno, pur con la strumentazione elettronica, l'organo finale di regolazione è sempre ad azionamento pneumatico. Il posizionatore riceve il segnale di comando analogico da 4 a 20 mA e invia aria compressa modulata alla testa della valvola.

## Strumentazione digitale
Con lo sviluppo dei microprocessori e dei microcontrollori e della loro diffusione, si è arrivati al controllo digitale, definito come analisi e sintesi di un sistema di controllo in retroazione in cui è presente un calcolatore digitale e quindi una componente a tempo discreto.